# Owen Churchill
Owen Porter Churchill (ur. 8 marca 1896 w Los Angeles, zm. 12 listopada 1985 tamże) – amerykański żeglarz sportowy, medalista olimpijski.
Podczas letnich igrzysk olimpijskich w Los Angeles (1932) zdobył, wspólnie z Williamem Cooperem, Karlem Dorseyem, Johnem Biby, Robertem Suttonem, Pierpontem Davisem, Alanem Morganem, Alphonse’em Burnandem, Thomasem Websterem, Johnem Huettnerem, Richardem Moore’em i Kennethem Careyem, złoty medal w żeglarskiej klasie 8 metrów.
Urodzony w zamożnej rodzinie Owen Churchill był wiodącą postacią w amerykańskim środowisku żeglarskim przez ponad 50 lat. Jego matka podarowała mu łódź, aby odwieść go od pasji do lotnictwa. Po ukończeniu Uniwersytetu Stanforda w 1919 wygrał swój pierwszy duży wyścig, zdobywając trofeum San Diego Thomas Lipton. Od tego czasu odniósł wiele sukcesów, ale na olimpijski debiut musiał czekać do 1928, kiedy amerykańscy żeglarze po raz pierwszy wystąpili na igrzyskach olimpijskich. Brał udział w trzech igrzyskach olimpijskich (IO 1928 – 6. miejsce, IO 1932 – złoty medal, IO 1936 – 10. miejsce) i został pierwszym Amerykaninem, który trzykrotnie żeglował na olimpiadach. W 1932 jego jacht, Angelita, bez problemu zdobył złoty medal, pokonując czterokrotnie Kanadyjczyków – jedynych rywali w klasie 8 metrów. Churchill był kapitanem amerykańskich drużyn żeglarskich we wszystkich trzech występach olimpijskich, a później zasiadał w międzynarodowym jury na igrzyskach w 1952. Po rozczarowującym występie na igrzyskach olimpijskich w 1936 wydzierżawił wyspę Tahiti i spędził na niej dwa lata, obserwując oraz udoskonalając stosowane do nurkowania przez tubylców prymitywne płetwy. Dostrzegł komercyjne możliwości płetwy pływackiej i przeniósł pomysł do Stanów Zjednoczonych, gdzie jego „wynalazek” odniósł ogromny sukces komercyjny.
Owen Churchill obracał się w środowisku mistrzów sportu oraz gwiazd filmowych. Poślubił aktorkę Normę Drew, która grała we wczesnych filmach Flipa i Flapa. Jego córka, Antonia, również uprawiała żeglarstwo i reprezentowała Stany Zjednoczone na olimpiadzie w Berlinie w 1936, w klasie 8 metrów.